# ديفيد جوستين
ديفيد جوستين (14 ديسمبر 1931 - 13 يونيو 1994) (بالإنجليزية: David Heath)‏ هو لاعب كريكت بريطاني.